# Josef Mařatka
Josef Mařatka, né le 25 mai 1874 à Prague en Autriche-Hongrie, et mort le 20 avril 1937 dans cette même ville, est un sculpteur tchécoslovaque.

## Biographie
De 1889 à 1896, il étudie à l'École des arts appliqués de Prague sous la direction de Celda Klouček, paléontologue et sculpteur. En 1899, il fréquente l'Académie des beaux-arts de Prague, où il étudie avec Josef Václav Myslbek. L'année suivante, il se rend à Paris et travaille brièvement dans l'atelier d'Auguste Rodin. Sa première exposition a eu lieu à Prague en 1902.
Josef Mařatka a passé trois ans dans l'atelier de Rodin et a collaboré avec lui sur le Monument Santos-Dumont à Buenos Aires. Il sculpte des statues pour le foyer du nouvel hôtel de ville de Prague. En 1903, il a organisé une exposition Rodin, et en 1909 une exposition Antoine Bourdelle.
Il a commencé par répondre aux influences qu'il avait absorbées du mouvement expressionniste, intégrant des éléments de symbolisme et d'Art Nouveau. Son œuvre la plus importante de cette période est Opuštěna Ariadna (Ariane abandonnée, 1903). Il est ensuite passé sous l'influence d'Antoine Bourdelle. Après la Première Guerre mondiale, il revint aux styles qu'il avait appris de Myslbek, combinant le néoclassicisme avec un peu de réalisme socialiste primitif; par exemple, Praha svým vítězným synům (fils victorieux de Prague) au cloître d'Emmaüs.

## Les figures des "Fils victorieux de Prague"
Le monument a été détruit pendant l'occupation allemande de la Tchécoslovaquie et restauré en 1998.

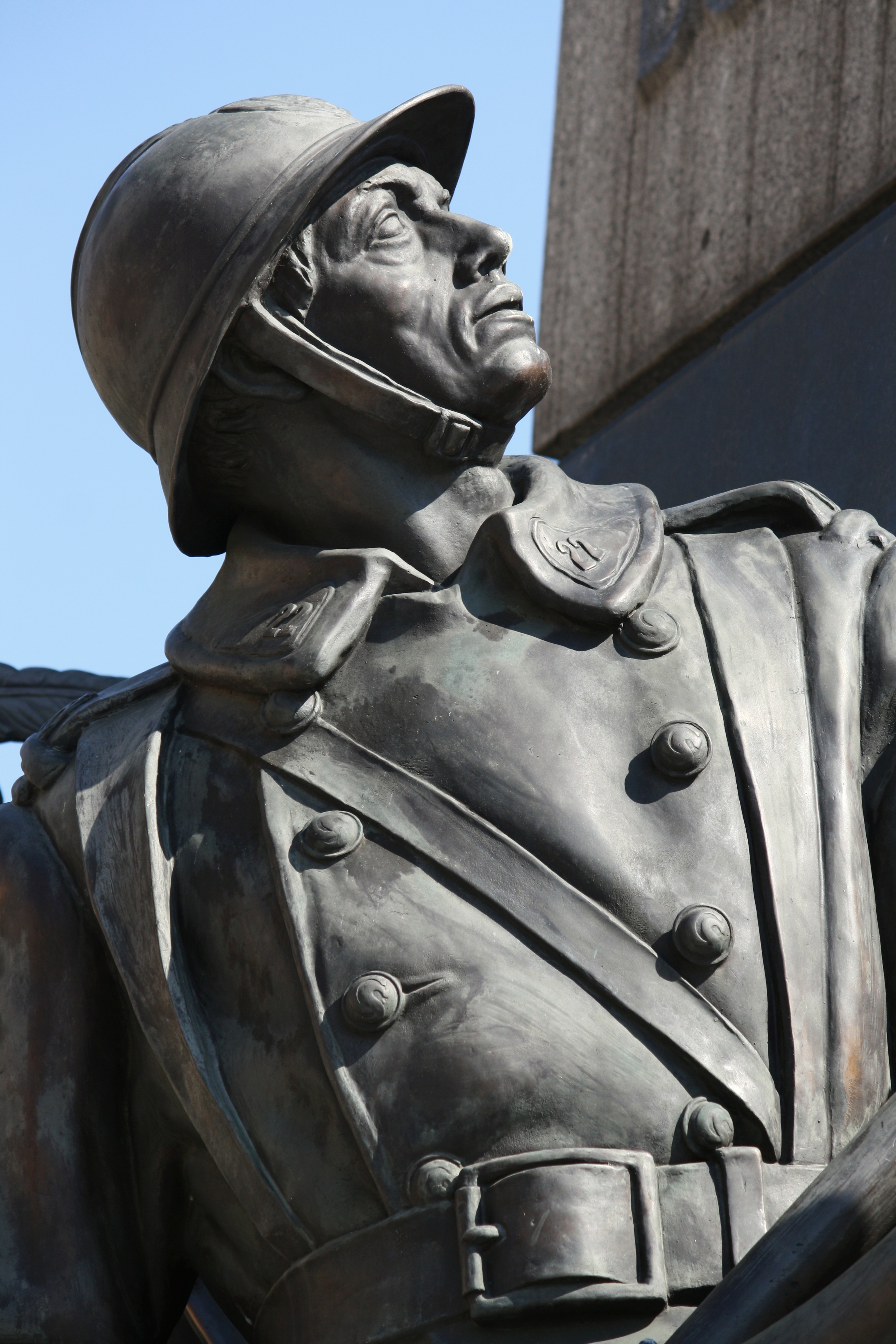
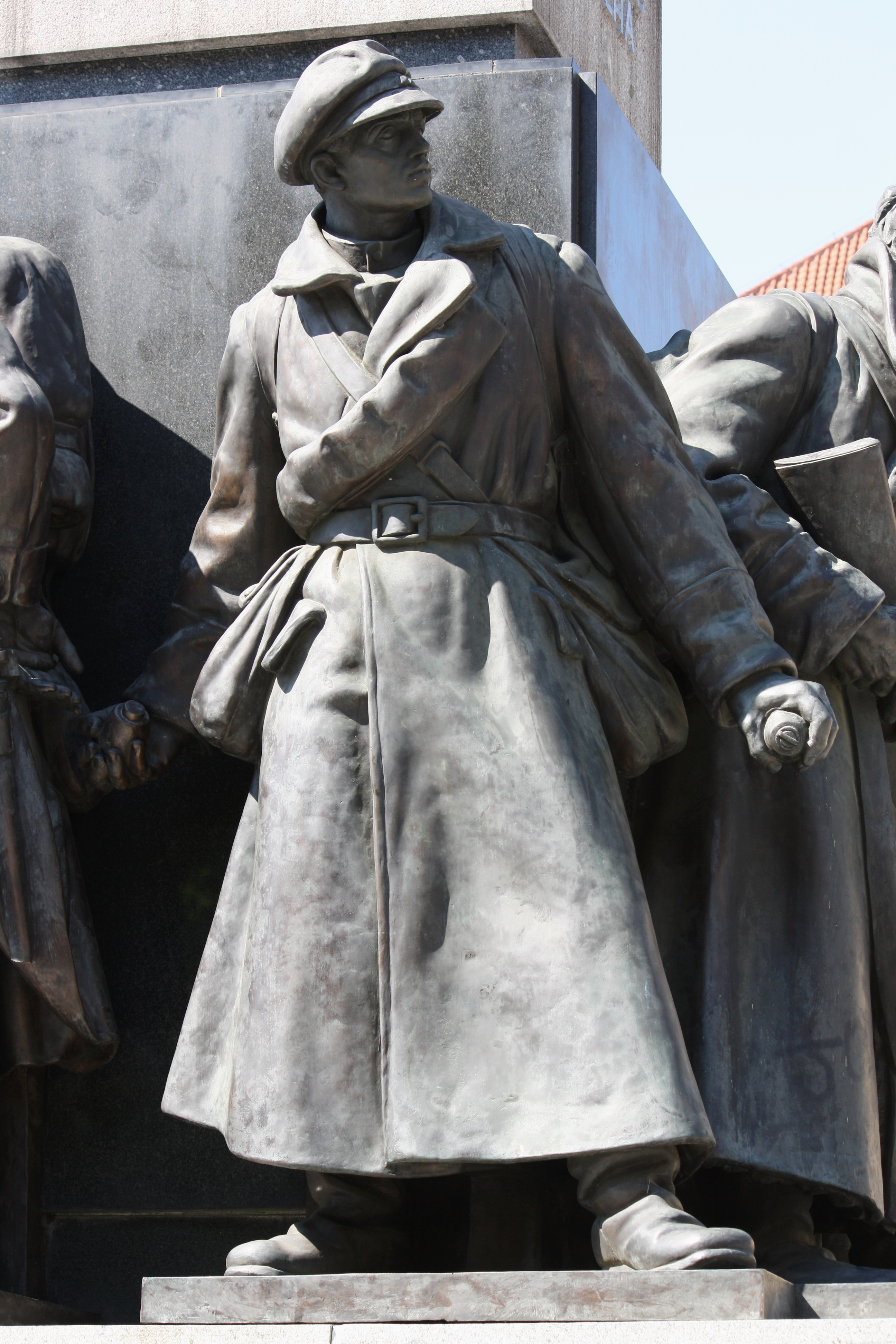
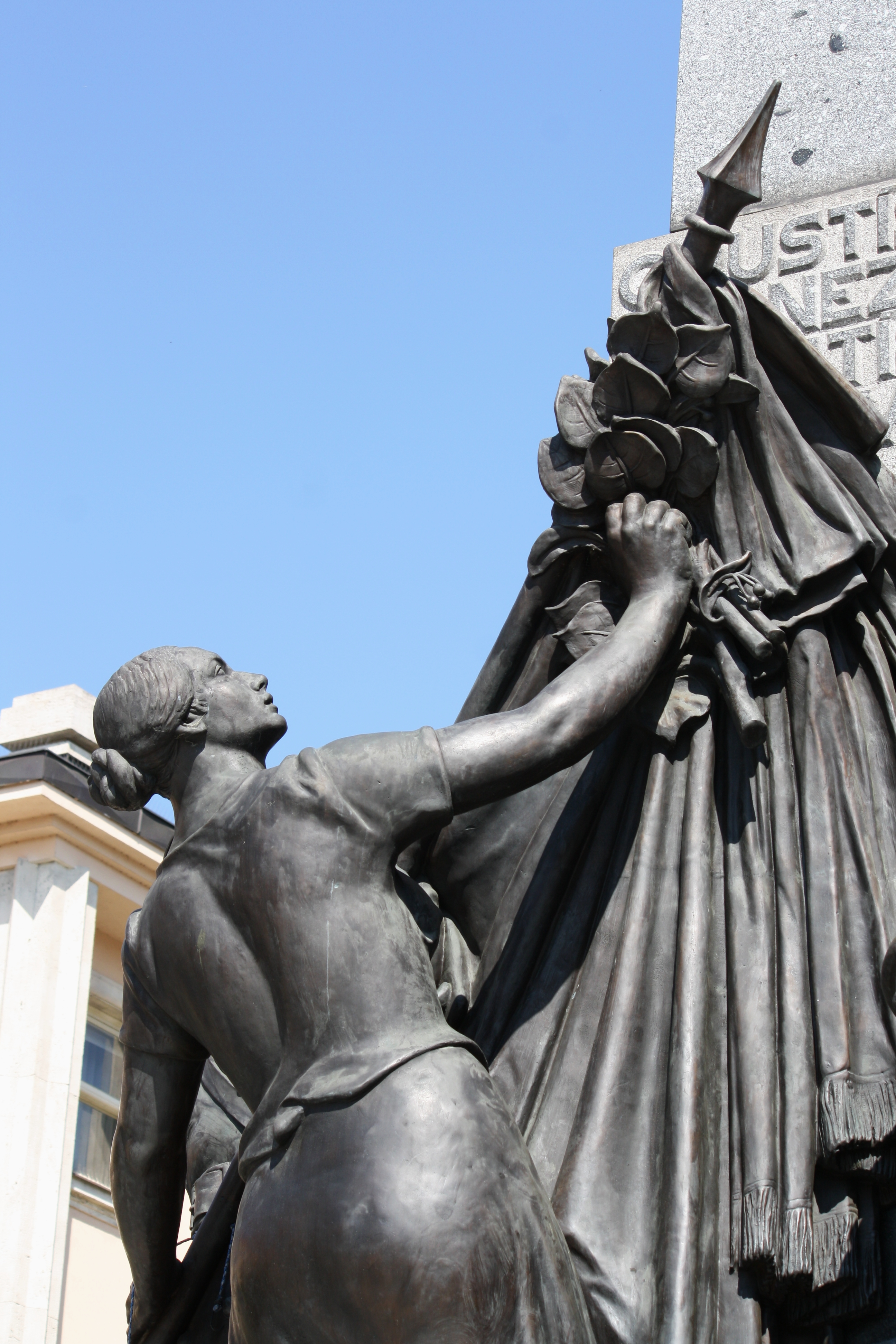
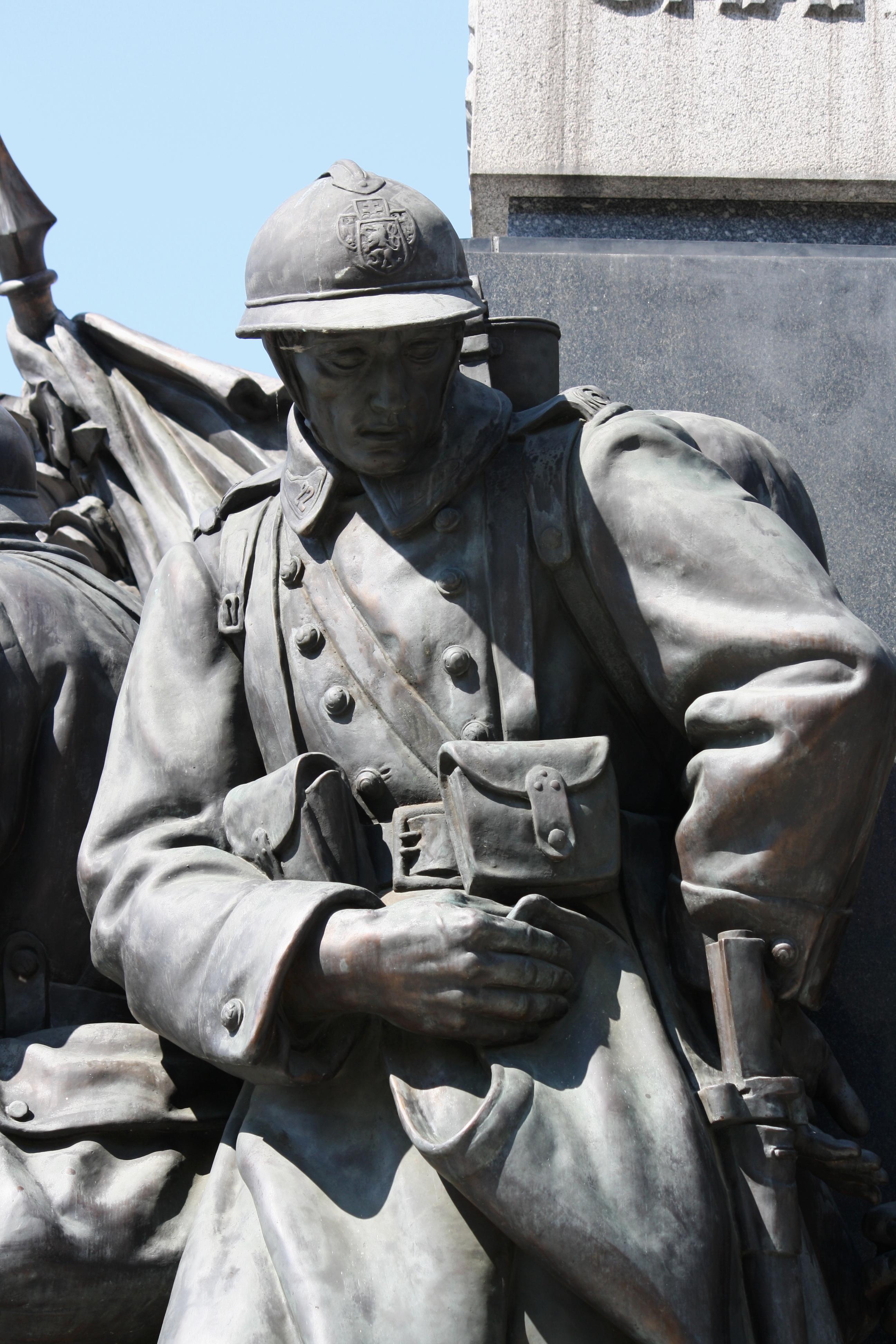
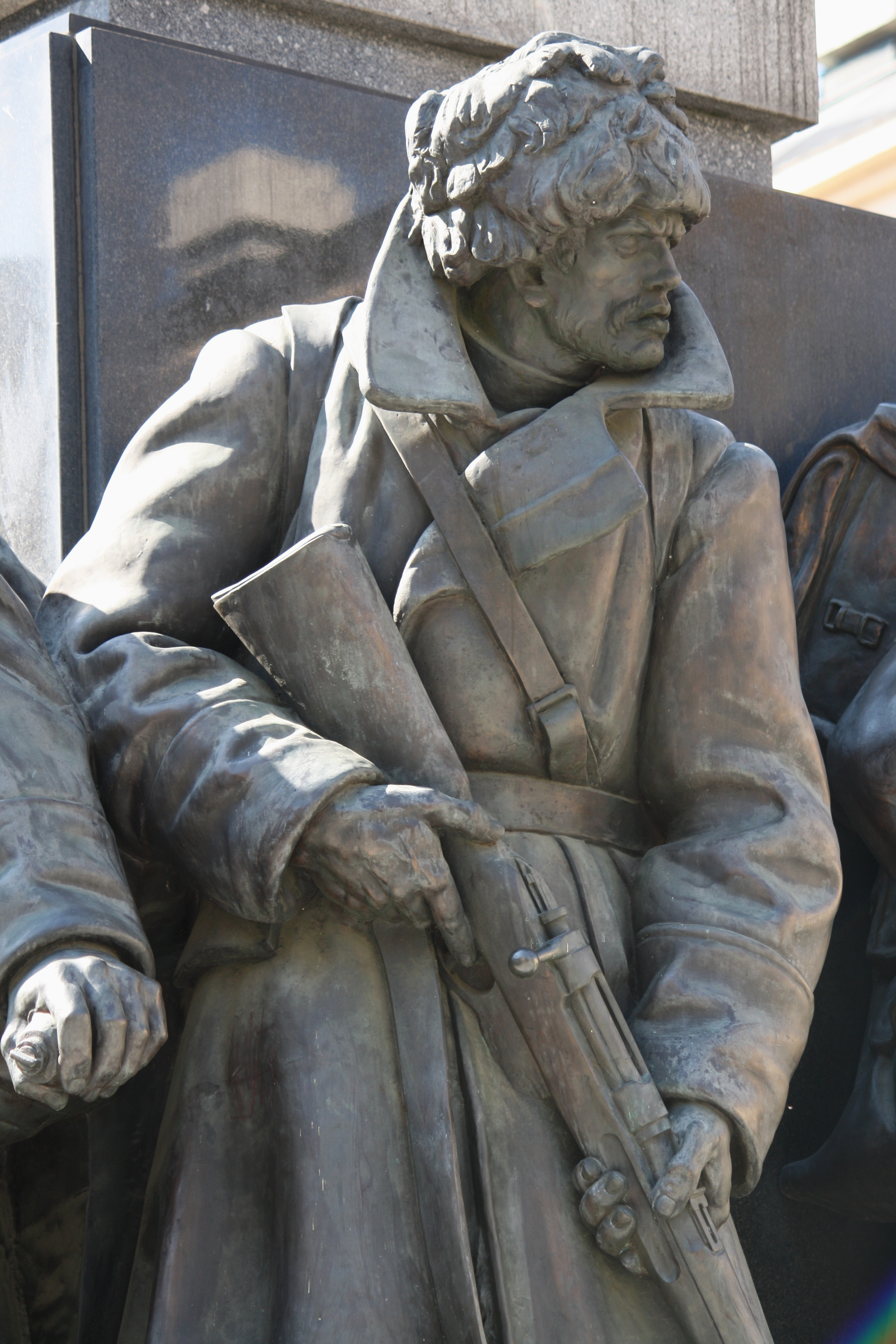